# Jordan 199
Jordan 199 je Jordanov dirkalnik Formule 1 za sezono 1999, ki ga je zasnoval Mike Gascoyne, dirkača pa sta bila Damon Hill in Heinz-Harald Frentzen. 199 je daleč najuspešnejši dirkalnik Jordana v njegovi petnajstletni zgodovini. Predvsem po zaslugi Frentzna, ki je dosegel zmagi na dirkah za Veliko nagrado Francije in Veliko nagrado Italije, najboljši štartni položaj na dirki za Veliko nagrado Evrope in še štiri uvrstitve na stopničke. Hillu pa se višje od četrtega mesta na dirki za Veliko nagrado San Marina ni uspelo uvrstiti. Skupno je Jordan zasedal tretje mesto v konstruktorskem prvenstvu z 61-imi točkami, od katerih jih je 54 prispeval Frentzen, ki je bil tretji v dirkaškem prvenstvu. 

## Popolni rezultati Formule 1
(legenda) (odebeljene dirke pomenijo najboljši štartni položaj)
| Leto | Moštvo | Motor                   | Gume | Dirkača               | 1   | 2   | 3   | 4   | 5   | 6   | 7   | 8  | 9   | 10  | 11  | 12  | 13  | 14  | 15  | 16  | Toč | Prv |
| ---- | ------ | ----------------------- | ---- | --------------------- | --- | --- | --- | --- | --- | --- | --- | -- | --- | --- | --- | --- | --- | --- | --- | --- | --- | --- |
| 1999 | Jordan | Mugen Honda MF301HD V10 | B    |                       | AVS | BRA | SMR | MON | ŠPA | KAN | FRA | VB | AVT | NEM | MAD | BEL | ITA | EU  | MAL | JAP | 61  | 3.  |
| 1999 | Jordan | Mugen Honda MF301HD V10 | B    | Damon Hill            | Ret | Ret | 4   | Ret | 7   | Ret | Ret | 5  | 8   | Ret | 6   | 6   | 10  | Ret | Ret | WD  | 61  | 3.  |
| 1999 | Jordan | Mugen Honda MF301HD V10 | B    | Heinz-Harald Frentzen | 2   | 3   | Ret | 4   | Ret | 11  | 1   | 4  | 4   | 3   | 4   | 3   | 1   | Ret | 6   | 4   | 61  | 3.  |